# Про зоряний Віз (легенда)
«Про зоряний Віз» — українська легенда про благородство і самовідданість, яка пояснює походження зоряного сузір'я Віз, що складається з семи великих зірок і однієї маленької. Входить у перелік літературних творів, що вивчають у школах України.

## Сюжет
Легенда розповідає про важку посуху, яка спіткала певний край. Через відсутність води люди почали вмирати від спраги. В одній сім'ї, де жила вдова зі своєю єдиною дочкою, вдова загинула, і дочка вирушила в пошуки води, щоб врятувати матір. Вона знайшла воду, наповнила глечик і повернулася додому. По дорозі дівчина зустріла кількох людей, які вмирали від спраги, і кожному з них дала напитися, рятуючи їх від смерті. Після того як вода в глечику майже закінчилася, дівчина відпочила на дорозі, а глечик перекинувся собаками, який випадково натрапив на нього. З глечика вилетіли сім великих зірок і одна маленька, які пізніше стали частиною зоряного сузір'я.

## Персонажі
Основними персонажами казки є дівчина, вдова, та кілька людей, яких дівчина рятує, а також собака, що випадково перекинув глечик з водою. В казці також фігурує Бог, який спостерігало за діями дівчини й вирішив винагородити її за доброту.

## Тема
Казка про зоряний Віз висвітлює теми самовідданості та милосердя. Головна героїня показує зразок безкорисливої допомоги, рятуючи чужі життя, незважаючи на свою власну скруту. Зірки на небі символізують щирість та благородство дівчини. Казка також пояснює походження сузір'я Віз, у якому зірки представляють душі врятованих людей, а маленька зірка — душу собаки, що ненавмисно стала причиною перекидання глечика. В кінці, доброта дівчини була винагороджена поверненням дощу в їхній край, що символізує справедливість і винагороду за благі вчинки.